# Cabinet Seite I
Land de Mecklembourg-Poméranie-Occidentale
Cabinet Gomolka Cabinet Seite II
Le cabinet Seite I (Kabinett Seite I) était le gouvernement régional du Land de Mecklembourg-Poméranie-Occidentale entre le 19 mars 1992 et le 8 décembre 1994, durant la première législature du Landtag.

## Formation
À la suite des premières élections libres du 14 octobre 1990, un gouvernement de coalition noire-jaune a été formé sous la direction du ministre-président Alfred Gomolka, de l'Union chrétienne-démocrate d'Allemagne (CDU).
Celui-ci a été contraint de démissionner le 15 mars 1992 par le groupe parlementaire régional de la CDU, à cause d'un désaccord concernant la privatisation des chantiers navals. Gomolka et son ministre de l'Économie, Conrad-Michael Lehment, membre du Parti libéral-démocrate (FDP) soutenaient en effet une privatisation partielle, à l'encontre des députés et du président régional du parti, Günther Krause.
Il a alors été remplacé par le secrétaire général régional de son parti, Berndt Seite, qui a fait le choix de ne pas rappeler l'ex-ministre de la Justice, Ulrich Born, qu'il avait décrit comme « une importation d'Allemagne de l'Ouest » inutile. De même, a-t-il remplacé le ministre de l'Intérieur, Georg Diederich, opposé au renversement de Gomolka. Il a toutefois fait ensuite appel à des personnalités politiques ouest-allemandes considérées comme expérimentées, comme le président de la commission  de la Justice du Bundestag, Herbert Helmrich et l'ancienne secrétaire d'État berlinoise Steffie Schnoor.
À la suite des émeutes anti-immigrés à Rostock en 1993, le ministre de l'Intérieur est remplacé là encore par un ancien ressortissant d'Allemagne de l'Ouest, l'ex-ministre des Affaires sociales, de l'Économie, puis de l'Intérieur de Rhénanie-Palatinat, Rudi Geil.

## Composition
| Portefeuille                                                                  | Ministre                                 | Ministre                                         | Parti |
| ----------------------------------------------------------------------------- | ---------------------------------------- | ------------------------------------------------ | ----- |
| Ministre-président                                                            |                                          | Berndt Seite                                     | CDU   |
| Ministre de l'Intérieur                                                       |                                          | Intérim de Georg Diederich (jusqu'au 31/03/1992) | CDU   |
| Ministre de l'Intérieur                                                       | Lothar Kupfer (jusqu'au 11/02/1993)      |                                                  | CDU   |
| Ministre de l'Intérieur                                                       | Intérim de Herbert Helmrich              |                                                  | CDU   |
| Ministre de l'Intérieur                                                       | Rudi Geil (à partir du 18/02/1993)       |                                                  | CDU   |
| Ministre de la Justice, des Affaires fédérales et européennes                 |                                          | Herbert Helmrich                                 | CDU   |
| Ministre des Finances                                                         |                                          | Bärbel Kleedehn                                  | CDU   |
| Ministre de l'Économie                                                        |                                          | Conrad-Michael Lehment                           | FDP   |
| Ministre de l'Alimentation, de l'Agriculture, de la Forêt et de la Pêche      |                                          | Intérim de Martin Brick                          | CDU   |
| Ministre de l'Environnement                                                   |                                          | Petra Uhlmann (jusqu'au 31/03/1993)              | CDU   |
| Ministre de l'Environnement                                                   | Intérim de Martin Brick                  |                                                  | CDU   |
| Ministre de l'Environnement                                                   | Frieder Jelen (à partir du 20/04/1993)   |                                                  | CDU   |
| Ministre de l'Éducation                                                       |                                          | Intérim de Oswald Wutzke                         | CDU   |
| Ministre de l'Éducation                                                       | Steffie Schnoor (à partir du 31/03/1992) |                                                  | CDU   |
| Ministre du Travail, de la Santé et de l'Ordre social Vice-ministre-président |                                          | Klaus Gollert                                    | FDP   |